# رومن بوروانوف
 رومن بوروانوف (انگلیسی: Roman Borvanov؛ زادهٔ ۳۱ مارس ۱۹۸۲) یک تنیس‌باز اهل مولداوی است.